# Toaplan
Toaplan (東亜プラン?, Tōa Puran) è stata una software house giapponese produttrice di videogiochi arcade fondata nel 1984. La società fallì prematuramente a dieci anni dalla nascita nel 1994 per bancarotta.
Toaplan è nota soprattutto per Zero Wing, origine del fenomeno all your base are belong to us, e per Snow Bros.. Altri titoli importanti sono Tiger Heli, Flying Shark, Twin Cobra e Out Zone.
Dopo il fallimento i diritti di alcuni giochi andarono ad altre aziende, che hanno contribuito a sfornare sequel di questi giochi (ad esempio Twin Cobra venne preso dalla Taito).
Alcuni membri che facevano parte dello staff della Toaplan fondarono la Cave, con la quale continuarono la buona tradizione di sparatutto con la serie DonPachi.

## Lista giochi
- 1984
  - Mahjong King / Joug Ou
- 1985
  - Mahjong Mania / Jong Kyou
  - Tiger Heli
- 1986
  - Guardian / Get Star
  - Slap Fight / Alcon
  - Mahjong Sisters
- 1987
  - Flying Shark / Hisou Zame / Sky Shark
  - Wardner / Pyros / Wardner No Mori
  - Twin Cobra / Kyukyoku Tiger
- 1988
  - Rally Bike / Dash Yarou
  - Truxton / Tatsujin
- 1989
  - Hellfire
  - Twin Hawk / Daisen Pu
  - Zero Wing
  - Demon's World / Horror Story
  - Fire Shark / Same! Same! Same!
- 1990
  - Out Zone
  - Snow Bros.
- 1991
  - Vimana
- 1992
  - Pipi & Bibi's / Whoopee!
  - Teki Paki
  - Ghox
  - Dogyuun
  - Truxton 2 / Tatsujin Oh
  - Fix Eight
- 1993
  - Grindstormer / V-5
  - Knuckle Bash
  - Enma Daio
  - Bastugun
  - Snow Bros 2 / Otenki Paradise (successivamente commercializzato da Hanafram)
  - Power Kick
  - Teki Paki 2
- 1994
  - Genkai Chousen Distopia
  - Survival Battle Dynamic Trial 7